# إيف إدواردز
إيف إددوفيل إدواردز (بالإنجليزية: Yves Ed'duvill Edwards؛ مواليد 30 سبتمبر 1976) هو مُقاتل فنون قتالية مختلطة من باهاماسي.

## وصلات خارجية
- إيف إدواردز على موقع بوكس ريك (الإنجليزية) (registration required)
- إيف إدواردز على موقع يو إف سي (الإنجليزية)
- إيف إدواردز على موقع بيلاتور (الإنجليزية)
- إيف إدواردز على موقع شيردوغ (الإنجليزية)
- إيف إدواردز على موقع IMDb (الإنجليزية)
- إيف إدواردز على موقع قاعدة بيانات الفيلم (الإنجليزية)